# 安托諾夫An-26
安托諾夫 安-26（烏克蘭語：Антонов Ан-26，北约命名：卷发Curl）是苏联開發，由安托諾夫An-24的架構改良出的一款雙螺旋桨引擎軍民通用運輸機，生产于1969年－1985年间，計生產1,403架。

## 研发
自1964年起，由奧列格·安托諾夫主持的第473設計局（OKB-473）以An-24T战术运输机为基础開發新型運輸機，運輸機將機尾修改增設了可讓車輛直接駛入的尾货舱跳板卸貨門（retractable cargo ramp），同時全機具有加壓貨艙改善飛行品質；1968年3月12日，蘇聯空軍決定要求An-26載貨能力提高到24公噸，為了改良性能，安托諾夫設計局更換了AI24VT發動機，並加强地板结构和机体强度，增重了220kg。为此机翼前增加了一个隔框，前机身加长55cm，部分配平了后机身过重的问题。
1968年12月20日，An-26原型機出廠，1969年5月21日首飛成功；從1968至1986年間，蘇聯量產了1,398架An-26，有420架出售給共產陣線國家。
作为军用运输机，装备有折叠式伞兵帆布座椅（tip-up paratroop canvas seat），货舱天车起重机（overhead traveling hoist），鼓泡式观察窗（bulged observation window）、舱顶的强制拉伞钢索（parachute static line attachment cable，伞兵把伞包的开伞绳挂在钢索上，跳伞离舱后强制拉开牵引伞）。机翼下可以加挂炸弹荚舱用于对地轰炸。

## 技术参数
参考资料：Jane's All The World's Aircraft 1988–89
基本信息
- 机组：5（2 飛行員, 1 無線電操作員, 1 飛行工程師, 1 領航員）
- 容量：40 passengers（加上位于右发动机短舱内的一台图曼斯基Ru-19-A300型7.85 kN小型涡喷发动机作为辅助动力

性能

## 用户
- 俄羅斯：參與2022年俄羅斯入侵烏克蘭戰爭，並有至少1架遭烏克蘭擊落。
- 印度
- 中华人民共和国：63架。1973－1976年，中国从苏联进口安-26基本型飞机51架，其中分配给空军45架，海军6架。单价2,385,771元。1978年中苏贸易换货协定，中国向苏联订购12架安-26运输机。

## 流行文化
电影《敢死队3》：型号为安-26E，被巴尼·罗斯率领的雇佣兵部队“敢死队”用作专用飞机，涂刷丛林迷彩，垂直尾翼上涂有敢死队的骷髅头标志。

## 重大事故
- 2020年9月25日：隶属于乌克兰空军一架载有27人的安-26军用运输机在乌克兰东部哈尔科夫附近公路旁进行飞行训练时坠毁。机体坠毁后断成两截并起火燃烧。机上27人，25人不幸遇难，2人重伤。[3]
- 2021年3月13日：哈萨克斯坦一架军用安-26运输机在阿拉木图机场坠毁，导致4人死亡，两人受伤[4]。
- 2021年7月6日：俄羅斯一架載有28人的安托諾夫運輸機（AN-26）在遠東地區堪察加半島（Kamchatka peninsula）上空失聯，機上共有22名乘客、6名機組員。民航當局證實已找到殘骸，現場沒有發現任何生還者。[5]。

## 参見
- 安-24
- 安-32
- 安-132（英语：An-132）

类似型号
- 運-7
- 伊爾-112
- G.222
- CN-235
- C-295
- C-8（英语：C-8 Buffalo）